# Sofizmat
Sofizmat (z gr. σόφισμα sóphisma – wybieg, wykręt), czyli sztuka „wykręcania kota ogonem”, jest to nazwa funkcjonująca w co najmniej trzech znaczeniach:
1. zwodniczy „dowód” matematyczny, pozornie poprawny, lecz faktycznie błędny, zawierający rozmyślnie wprowadzony błąd logiczny, trudny do wykrycia na pierwszy rzut oka;
2. wypowiedź lub sformułowanie, w którym świadomie został ukryty błąd rozumowania nadający pozory prawdy fałszywym twierdzeniom;
3. wszelka próba dowiedzenia swoich racji, bez względu na poprawność logiczną przedstawionej argumentacji.

Sposobem walki z sofizmatami jest unikanie niedomówień i wieloznaczności, przez stosowanie definicji wszędzie tam, gdzie jest to możliwe. Definicje ułatwiają ustalenie znaczeń spornych terminów, występujących w dyskusji. Uogólniając, wszelkie narzędzia, jakie proponuje logika, po których zastosowaniu wypowiedź staje się jasna, również pomagają w unikaniu sofizmatów.
Sofizmat odróżnić należy od paralogizmu, błędnego rozumowania czy wnioskowania obarczonego nieświadomym błędem logicznym.

## Historia pojęcia
Sofistami, czyli nauczycielami mądrości, nazywano w starożytnej Grecji uczonych zawodowo trudniących się nauczaniem rozmaitych sztuk i nauk: gramatyki, retoryki, matematyki, fizyki i wielu jeszcze innych. Wybitni sofiści, działający w V w. p.n.e. Protagoras, Hippiasz, Gorgiasz i Prodikos byli wybitnymi myślicielami, którzy między innymi zwracali baczną uwagę na rolę słów w procesie dyskusji i argumentacji. O Protagorasie współcześni mu mawiali, że jest człowiekiem, który umie poprawnie używać słów. Prodikos z kolei zasłynął jako badacz synonimów i homonimów. Ich późniejsi naśladowcy nie poszli jednak ich śladami i w miejsce rzetelnych badań nad językiem zajmować się zaczęli sztuką żonglowania słowami, mającą na celu dowiedzenie za wszelką cenę, nawet kosztem logiki i zdrowego rozsądku, słuszności bronionej – często absurdalnej – tezy. Stąd właśnie wzięło się negatywne określenie sofistyki jako posługiwania się fałszywymi argumentami celem udowodnienia nieprawdy, podczas gdy w pierwotnym znaczeniu wyraz ten oznaczał wielki, krytyczny wobec uznanych wartości religijno-moralnych, humanistyczny ruch o nastawieniu demokratycznym, występujący przeciwko ustalonemu porządkowi społecznemu Aten. To negatywne określenie sofistyki pociągnęło za sobą stosowanie nazwy „sofizmat” dla określenia pozornie poprawnego argumentu, zawierającego świadomie zatajone błędy logiczne lub, wyrażając to krócej, dla określenia: świadomego dowodzenia fałszywej tezy.
Sofistykę niekiedy utożsamia się z erystyką – sztuką prowadzenia sporów. Niekiedy sofizmaty utożsamiano z erystycznymi sposobami przekonywania, wtedy termin „sofistyka” stał się synonimem terminu „erystyka”.

## Przykłady sofizmatów matematycznych
Fałszywe równości:
1 zł = 100 gr = 10 gr × 10 gr = 0,1 zł × 0,1 zł = 0,01 zł = 1 gr
Wniosek: 1 zł = 1 gr
W rzeczywistości 1 zł ≠ 10 gr × 10 gr, ponieważ:
10 gr × 10 gr = 100 gr² = 0,01 zł². Prawdziwa równość wygląda zatem następująco:
1 zł = 100 gr = 10 × 10 gr = 10 × 0,1 zł = 1 zł (100 gr, a nie 1 gr)
Kolejny przykład:
| a²−a² = a²−a²       |  | \| obie strony przedstawimy jako równania |
| a(a−a) = (a+a)(a−a) |  | \| obie strony dzielimy przez (a−a)       |
| a = (a+a)           |  | \|                                        |
| a = 2a              |  | \| obie strony dzielimy przez a           |
| 1 = 2               |  | \| i mamy zaskakujący wynik!              |

W rzeczywistości nie można podzielić przez (a−a), ponieważ (a−a) = 0. Zatem drugim krokiem powyższego przykładu jest dzielenie przez zero.

## Przykłady innych sofizmatów
Sofista i młodzieniec:
– Powiedz mi – zwraca się sofista do jakiegoś młodego amatora dyskusji – czy jakaś rzecz może jednocześnie posiadać jakąś własność i nie posiadać jej?
– Oczywiście, że nie – odpowiada zagadnięty.
– No to zobaczymy. A miód jest słodki?
– Jest.
– A żółty też jest?
– Tak, miód jest słodki i żółty. Więc cóż z tego?
– Zaraz, zaraz, mój chłopcze, nie niecierpliw się. Powiadasz więc, że miód jest słodki i żółty jednocześnie. A żółty to słodki, czy nie?
– Jak to? Żółty to żółty, a nie słodki!
– Więc żółty, powiadasz, nie słodki?
– Oczywiście!
– Posłuchaj, powiedziałeś o miodzie, że jest słodki i żółty. Ale skoro zgodziłeś się, że żółty znaczy nie słodki, to tak jakbyś powiedział, że miód jest słodki i nie słodki. A przecież z całym przekonaniem twierdziłeś na wstępie naszej rozmowy, że żadna rzecz nie może jednocześnie posiadać i nie posiadać tej samej własności.
Młodzieniec odszedł zawstydzony, a sofista tryumfował. Bynajmniej nie wynika z tego, że trzeba przyjąć istnienie rzeczy posiadających własności sprzeczne. Młodzieniec nie zauważył zmiany znaczeń, jakiej dokonał sofista. Żółty nie znaczy słodki – dokładniej rzecz biorąc, barwa żółta nie jest smakiem słodkim. Barwa żółta i smak słodki to dwie własności tego samego przedmiotu, co nie ma nic wspólnego z tezą, że żadna rzecz nie może posiadać sprzecznych własności. W miejsce „żółty” należało użyć „barwa żółta”, a w miejsce „słodki” – „smak słodki” i sztuczka sofisty nie powiodłaby się. Lub też zauważyć, iż żółty nie (znaczy) słodki nie jest tożsame z żółty znaczy nie() słodki (poprawna pisownia łączna słowa niesłodki również ujawnia sztuczkę).

Młodzieniec na skutek zabiegu Sofisty zgodził się, że „żółty” znaczy to samo, co „nie słodki”, podczas gdy „nie słodki”, odnosząc się do smaku, znaczy co innego niż „żółty”; stąd wynika błąd w rozumowaniu.

Sofista i arytmetyka:
– 5 jest liczbą wewnętrznie sprzeczną – dowodzi sofista. Bo 2 i 3 są liczbą parzystą i nieparzystą, a ponieważ 2 i 3 to 5, więc 5 jest liczbą parzystą i nieparzystą zarazem.
Sofista nadużył tu składni języka – zwrot 2 i 3 są liczbą parzystą i nieparzystą nie znaczy, że każda z nich jest zarazem parzysta i nieparzysta, nie znaczy również, że własność parzystości i nieparzystości odnosimy do sumy tych liczb, a wręcz przeciwnie, każdą z tych własności odnosimy oddzielnie do każdej z tych liczb. Zapis 2 i 3 są liczbą parzystą i nieparzystą odnosi się do zbioru tych liczb, tymczasem 2 i 3 to 5 jest potocznym zapisem sumowania – błąd we wnioskowaniu jest oczywisty, gdy użyjemy zapisu 2+3 to 5.
Mistrz i jego uczeń:
Pobierający lekcje wymowy i logiki u samego Protagorasa Euathlos, który chciał zostać prawnikiem, umówił się z mistrzem, że zapłaty za otrzymane wykształcenie dokona po pierwszym wygranym procesie sądowym, na co mistrz przystał. Ukończywszy jednak swoją edukację, nie występował w żadnym procesie i to, jak się zdaje, stanowiło dla niego wystarczającą przesłankę po temu, aby Protagorasowi nie płacić. Zniecierpliwiony Protagoras zagroził Euathlosowi procesem, tak odmalowując jego rzekomo opłakaną sytuację:
– Jeśli proces przegrasz, będziesz musiał mi zapłacić na mocy wyroku sędziego i jeśli wygrasz, będziesz musiał mi zapłacić na mocy naszej umowy. Po cóż więc narażać się masz na dodatkowe koszty sądowe?
Lecz Euathlos był dobrym uczniem Protagorasa i tak odrzekł swojemu dawnemu mistrzowi:
– Mylisz się, Protagorasie. Jeśli wygram proces, to na mocy wyroku sędziego nie zapłacę ci ani grosza. Jeśli zaś proces przegram, również ci nie zapłacę na mocy naszej umowy.
Kto z nich ma tu rację? Każdy z nich popełnił ten sam błąd, rozważając tylko dwie przedstawione przez siebie możliwości. W rzeczy samej możliwe są wszystkie cztery przypadki, a rozstrzygnięcie kwestii spornej zależy od następującej kwestii: Czy wyrok sędziowski będzie miał większą moc sprawczą niż umowa prywatna, czy też będzie na odwrót? W pierwszym przypadku zapłaci Euathlos, jeśli proces przegra, w drugim przypadku, jeśli Euathlos wygra proces, to Protagoras otrzyma zapłatę.
Zapłata za usługę:
Trzech mężczyzn postanowiło zrzucić się na butelkę wódki. Każdy z nich wyłożył 10 zł. Poprosili kolegę o pójście do sklepu i dokonanie zakupu. Wódka kosztowała 25 zł. Kolega przyniósł butelkę oraz 5 zł reszty. Każdemu z mężczyzn oddał po 1 zł i 2 zł zostawił sobie.
Zatem: każdy z trzech mężczyzn dał 9 zł a 2 zł zostały u czwartego.
3 x 9 + 2 = 29.
Gdzie podziała się jedna złotówka?
Odpowiedź: błąd polega na błędnym liczeniu. Każdy z mężczyzn dał 9 zł - łącznie 27 zł. Wódka kosztowała 25 zł. 2 zł zostały u czwartego. Zatem 2 zł powinniśmy odjąć od 27 a nie dodać, bo czwarty mężczyzna nic nie dodał tylko odjął od łącznej sumy.